# Uruguay Natural TV
Uruguay Natural TV es el canal de YouTube del Ministerio de Turismo. Su contenido consiste de información relevante sobre turismo, experiencias para viajeros, eventos, y lugares destacados de Uruguay. 
El contenido promocional está disponible en español, portugués e inglés.

## Contenido
El canal muestra los principales atractivos del país, e invita al público a descubrirlos a través de experiencias.
- De la mano de: distintas personalidades de los medios y las artes, presentan un lugar de Uruguay desde su experiencia personal, compartiendo no sólo información útil sino también experiencias y anécdotas.
- Uruguay 360: micros sobre experiencias turísticas en Uruguay, presentadas de manera amena y divertida.
- Vloggers: serie resultado de un concurso para creadores que visitaron y recorrieron Uruguay, documentando su experiencia en formato vlog.
- Campañas publicitarias: las diferentes campañas publicitarias del Ministerio, para Uruguay y el exterior, se encuentran en ésta lista de reproducción.

## Reconocimiento
En 2011 Uruguay Natural TV recibió el "Premio Ulisses" otorgado por la Organización Mundial del Turismo como un proyecto innovador en la difusión del turismo.